# شهرستان یبعث
ناحیهٔ یبعث (به عربی: مدیریة یبعث) یک ناحیه در یمن است که در استان حضرموت واقع شده‌است.
درسال ۲۰۰۳،جمعیت ساکن در یبعث نه هزارو هشتصدو شصت دو نفر اعلام شد.